# Atlanta (Michigan)
Atlanta é uma Região censo-designada localizada no estado americano de Michigan, no Condado de Montmorency.

## Demografia
Segundo o censo americano de 2000, a sua população era de 757 habitantes.

## Geografia
De acordo com o United States Census Bureau tem uma área de 
7,4 km², dos quais 7,0 km² cobertos por terra e 0,4 km² cobertos por água. Atlanta localiza-se a aproximadamente 272 m acima do nível do mar.

## Localidades na vizinhança
O diagrama seguinte representa as localidades num raio de 40 km ao redor de Atlanta. 